# NGC 7294
NGC 7294 este o galaxie situată în constelația Peștele Austral. A fost descoperită în 1886 de către Francis Leavenworth. Se află la o distanță de 139,04 de megaparseci de Pământ.